# Parcul Alpinet
Parcul Alpinet, cunoscut în trecut și sub numele de Arboretum, este un parc urban de-a lungul râului Bega în Timișoara. Parcul Alpinet este unul dintre parcurile tinere ale orașului, fiind amenajat în secolul XX.

## Locație
Parcul este situat în cartierul Elisabetin, pe malul stâng al râului Bega și se întinde între Podul Traian și Podul Mihai Viteazul.

## Istorie
Parcul a luat naștere în 1924, primele amenajări fiind începute în anii 1930–1934, pe o suprafață de 2,2 ha, de către arhitectul Mihai Demetrovici, directorul de atunci al serviciului horticol al orașului. Inițial, parcul s-a numit Arboretum, apoi Alpinet. Numele Alpinet este inspirat de aspectul neuniform al terenului care a creat terase cu ziduri de piatra si de varietatea de plante alpine si subalpine.
Parcul a avut parte de îmbunătățiri și modificări repetate de-a lungul timpului. Versiunea actuală aparține arhitectului Ștefan Iojică, realizată în 1967 cu ocazia unei expoziții de flori. În 2003 a fost reamenajat prin plantarea a zeci de magnolii care au înlocuit exemplarele de plopi piramidali pe malul apei. În perioada 2017–2018, parcul a fost reabilitat și modernizat pe o suprafață de 14000 m2. Vegetația a fost diversificată cu noi specii de arbuști, arbori și plante perene, au fost refăcute aleile, au fost schimbate și completate mobilierul urban și jardinierele, iar sistemele de iluminat și irigații au fost modernizate.